# لیبنتهال (کانزاس)
لیبنتهال (به انگلیسی: Liebenthal) شهری در ایالت کانزاس کشور ایالات متحده آمریکا است که جمعیت آن در سرشماری سال ۲۰۱۰ میلادی، ۱۰۳ نفر بوده‌است.